# 6300 Hosamu
6300 Hosamu eller 1988 YB är en asteroid i huvudbältet som upptäcktes den 30 december 1988 av de båda japanska astronomerna Tsutomu Hioki och Nobuhiro Kawasato i Okutama. Den är uppkallad efter Osamu Hioki, vän till en av upptäckarna.
Asteroiden har en diameter på ungefär 12 kilometer och den tillhör asteroidgruppen Themis.